# Louis Dumaine
Louis Dumaine (New Orleans, 17 juli 1889 – aldaar, 9 september 1949) was een Amerikaanse jazzkornettist en orkestleider van de dixielandjazz.

## Biografie
Louis Dumaine was van begin tot midden jaren 1920 lid van de Tuxedo Brass Band. Hij speelde ook met de Henry Allen Brass Band, de Eagle Brass Band, Kid Howard en trombonist Frankie Dusen. Voor Victor nam hij vijf nummers op met zijn Dumaines' Jazzola Eight in 1927, zoals Pretty Audrey, Red Onion Drag, Franklin Street Blues en To en op de folksong Bucket Get a Hole in It gebaseerde wa-bac-a-wa. Hij begeleidde blueszangeres Ann Cook op Mama Cookie en He's the Sweetest Black Man in Town. Meewerkenden waren klarinettist Willie Joseph, trombonist Earl Humphrey en pianist Morris Rouse. In de jaren 1930 bleef hij zijn eigen brassbands leiden, zoals de WPA Band in 1935 en het ERA Orchestra in 1936.
Voor de auteurs Rex Harris en Brian Rust speelden de Dumaines' Jazzola Eight authentieke New Orleans jazz die werd gecreëerd vóór de revivalfase.

## Overlijden
Louis Dumaine overleed in september 1949 op 60-jarige leeftijd.